# Oxyrhachis carinata
Oxyrhachis carinata är en insektsart som beskrevs av William D. Funkhouser 1927. Oxyrhachis carinata ingår i släktet Oxyrhachis och familjen hornstritar. Inga underarter finns listade i Catalogue of Life.